# Alf Duval
Alfred »Alf« W. Duval, avstralski veslač, * 1. julij 1941, Sydney.
Duval je za Avstralijo nastopil na Poletnih olimpijskih igrah 1964 v Tokiu ter na Poletnih olimpijskih igrah 1968 v Mexico Cityju. 
Leta 1964 je bil član avstralskega četverca s krmarjem, ki je končal na desetem mestu, na igrah 1968 pa je nastopil kot član avstralskega osmerca, ki je osvojil srebrno medaljo. 